# 늑대의 그림자
《늑대의 그림자》(Shadow Of The Wolf)는 캐나다에서 제작된 자크 도프만 감독의 1992년 모험, 코미디 영화이다. 루 다이아몬드 필립스 등이 주연으로 출연하였고 클로드 레제 등이 제작에 참여하였다.

## 출연

### 주연
- 루 다이아몬드 필립스
- 미후네 도시로
- 제니퍼 틸리

### 조연
- 버나드 피에르 도나디우
- 도날드 서덜랜드
- 니콜라스 캠벨
- 라울 트루질로

## 기타
- 미술: 울프 크로에거
- 의상: 올가 디미트로브
- 의상: 조셉 A. 포로